# 于大本
于大本（？—1352年），字德中，密州诸城县人，元朝官员。
于大本由儒学教谕入官，担任信州总管。至正十二年（1352年），徐寿辉所部红巾军攻打信州，于大本以土兵备御。红巾军首领项甲破东门而入，擒获于大本，押至蕲水为献俘。徐寿辉为他松绑，给他一纽印，命他以官。于大本将印投在地上，指着徐寿辉痛骂，于是被杀。